# 弗雷迪·格拉布
弗雷迪·格拉布（英語：Freddie Grubb，1887年5月27日—1949年3月6日），英国男子自行车运动员。他曾代表英国参加1912年夏季奥林匹克运动会自行车比赛，获得男子个人计时赛和男子团体计时赛银牌。